# Karl von Roques
Karl von Roques (7 mai 1880 - 24 décembre 1949) est un général allemand et criminel de guerre de la Seconde Guerre mondiale. Il commandait les zones arrière du groupe d'armées sud. Après la défaite de l'Allemagne, Roques est condamné à 20 ans d'emprisonnement lors du Procès du Haut Commandement militaire. Il meurt en 1949 alors qu'il purge sa peine.

## Biographie
Il est issu d'une famille noble allemande d'origine huguenote. Il entre dans l'armée impériale allemande en 1899. Pendant la Première Guerre mondiale, il est à l'état-major de plusieurs divisions. À la fin de la guerre, il est promu major. Après l'armistice, Roques reste dans la Reichswehr et travaille au ministère de la Guerre à des postes d'état-major et de commandement. À partir de 1934, il est chef d'état-major puis président du Reichsluftschutzbund. En octobre 1938, il est rappelé au service actif et versé dans la Luftwaffe avec le grade de lieutenant général. En juin 1939, il quitte la Luftwaffe avec le grade de général.

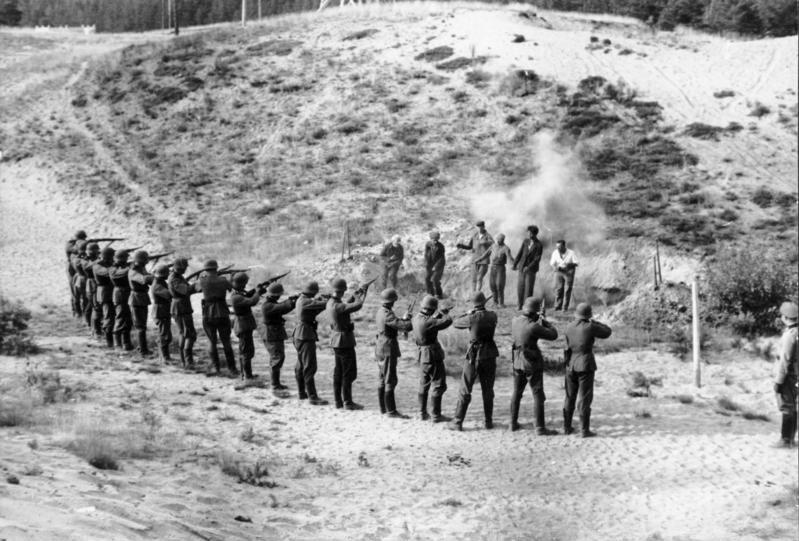
Exécution de prétendus partisans par des soldats allemands, nord de la Russie, septembre 1941.

Pendant la Seconde Guerre mondiale, il sert dans la Wehrmacht. En décembre 1939, il reçoit le commandement de la nouvelle 143e division d'infanterie. Du 15 mars 1941 à octobre 1941, il est commandant des zones arrière du groupe d'armées sud. Le 1er juillet 1941, il est promu General der Infanterie.
En tant que commandant des zones arrière, Roques mène des opérations d'extermination visant les partisans soviétiques, la population slave et les Juifs. En octobre 1941, il est transféré dans la réserve du Führer. En juin 1942, il prend le commandement des zones arrière du groupe d'armées sud, et après la division du groupe d'armées en groupe d'armées A et groupe d'armées B, il commande les zones arrière du groupe A. Le 1er janvier 1943, il est de nouveau placé dans la réserve du Führer et le 31 mars 1943, mis à la retraite. En août 1943, il se rend à Varsovie en tant que représentant de la Croix-Rouge allemande.

## Procès et condamnation
Après la capitulation allemande, Roques est arrêté et jugé lors du procès du haut commandement. Il est condamné à 20 ans de prison. Transféré pour des raisons de santé de la prison de Landsberg à un hôpital de Nuremberg, il y meurt le 24 décembre 1949.